# آنا هوكينز
آنا هوكينز (بالإنجليزية: Anna Hawkins)‏ هي لاعبة كرة مضرب بريطانية، ولدت في 7 يوليو 1984 في Devizes ‏ في المملكة المتحدة.

## وصلات خارجية
- آنا هوكينز على موقع رابطة محترفات التنس (الإنجليزية)
- آنا هوكينز على موقع الاتحاد الدولي لكرة المضرب (الإنجليزية)
- آنا هوكينز على موقع إي إس بي إن.كوم (الإنجليزية)